# ウィーン軍事史博物館

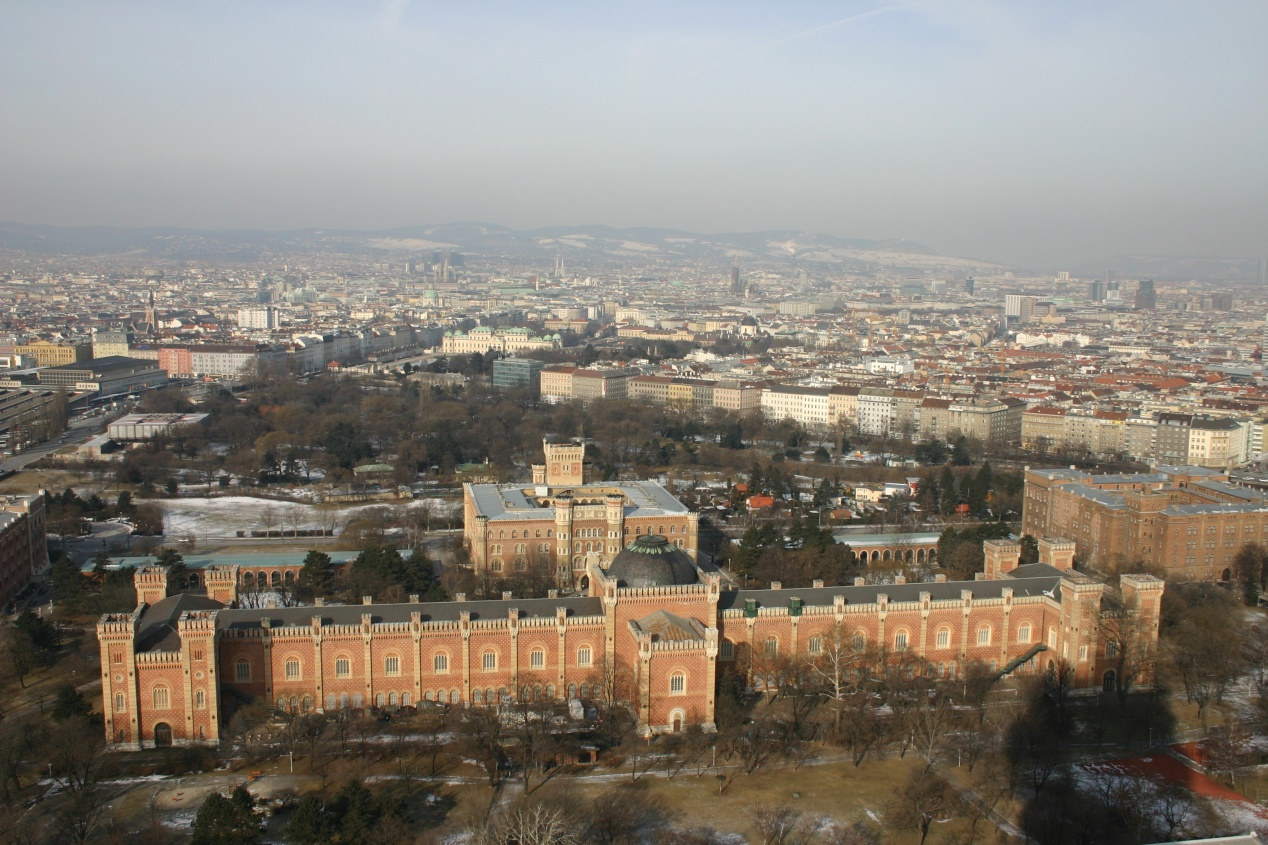
博物館の外観

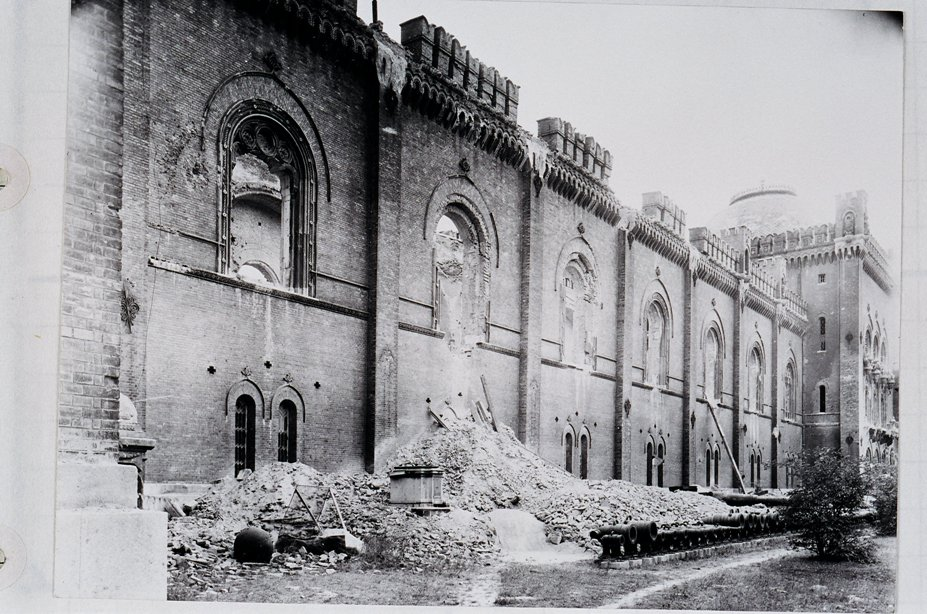
1944年頃

軍事史博物館（ぐんじしはくぶつかん、Heeresgeschichtliches Museum、略称HGM）は、オーストリアの首都ウィーンにある博物館。
常備軍が創設された三十年戦争以降のオーストリア（ハプスブルク君主国）に関する軍事的な資料が幅広く展示されている。とりわけ、サラエボ事件に関する展示は有名。入場料のほか追加料金を支払えば、展示物の写真撮影が許可される。

## 概要
本来は、1848年革命に衝撃を受けた皇帝フランツ・ヨーゼフ1世が、市民の蜂起に備えて兵器収蔵庫を主目的として建てたものが起源である。徐々に兵器収納庫としての性格が失われ、現在では軍事史博物館として位置づけられるようになった。
近世から現代に至るまでの様々な資料が展示されている。第一次世界大戦、第二次世界大戦で使用された高射砲、航空機や、各時代の軍服や軍旗、著名な軍人・君主の肖像画、ナチス併合時代前後の出版物など、展示内容は多岐にわたる。本館では三十年戦争以降、第二次世界大戦までを扱い、以降の現代兵器は別の展示室がある。
展示の中でとりわけ有名なのがサラエボ事件に関するもので、1914年に狙撃された皇位継承者フランツ・フェルディナント大公の乗っていた自動車、彼がその時に着用していた血まみれの衣服、セルビア人狙撃犯プリンツィプが用いた銃などが展示されている。
日本に縁がある展示物として、帝政時代末期の軍人テオドール・エードラー・フォン・レルヒ（通称：レルヒ少佐）のスキー用具がある。

## 博物館内部

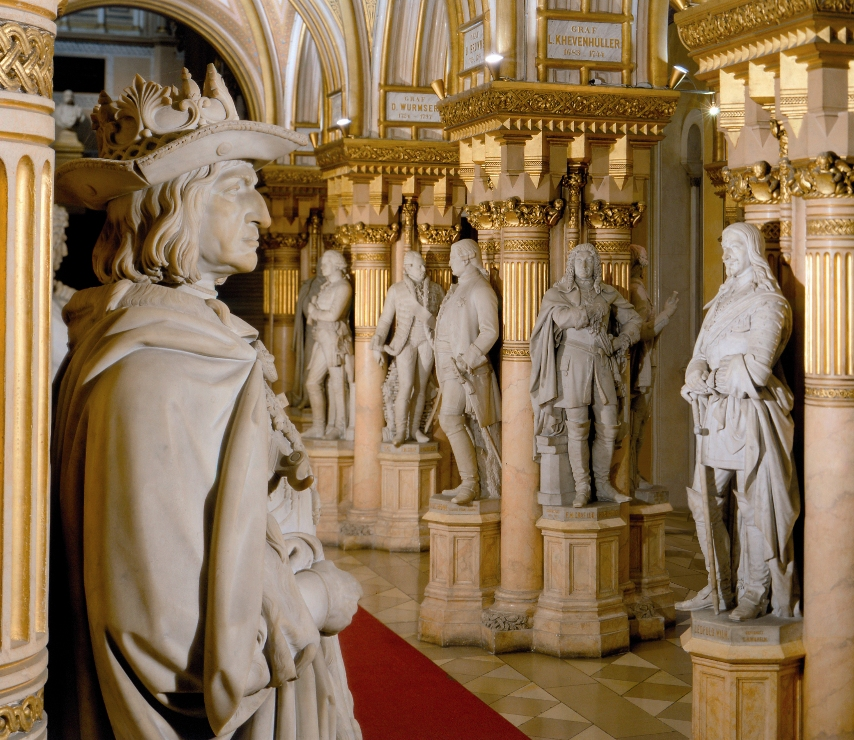
司令官の間（入口ホール）
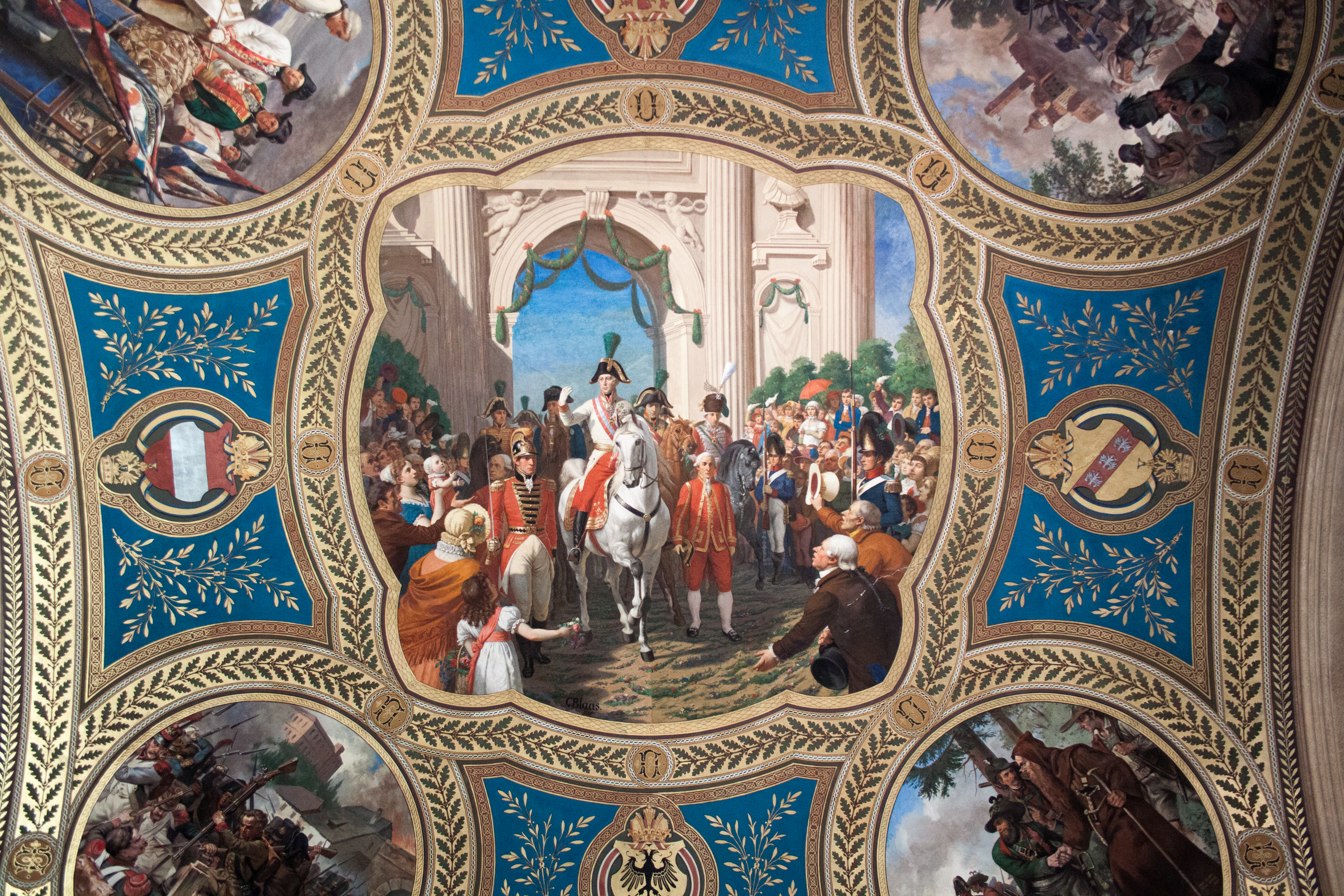
名声の間（２階中央ホール）の天井画
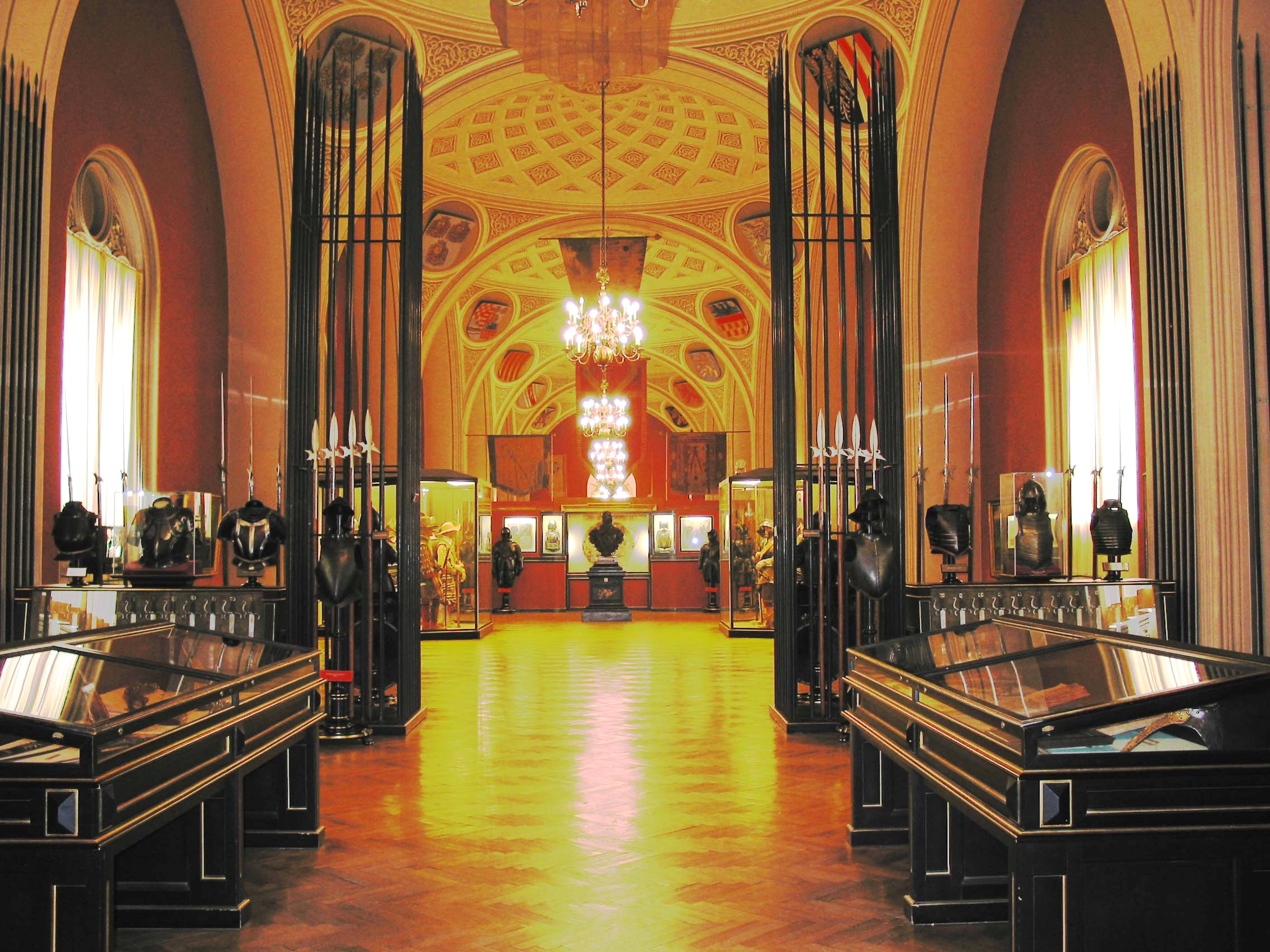
三十年戦争の展示室
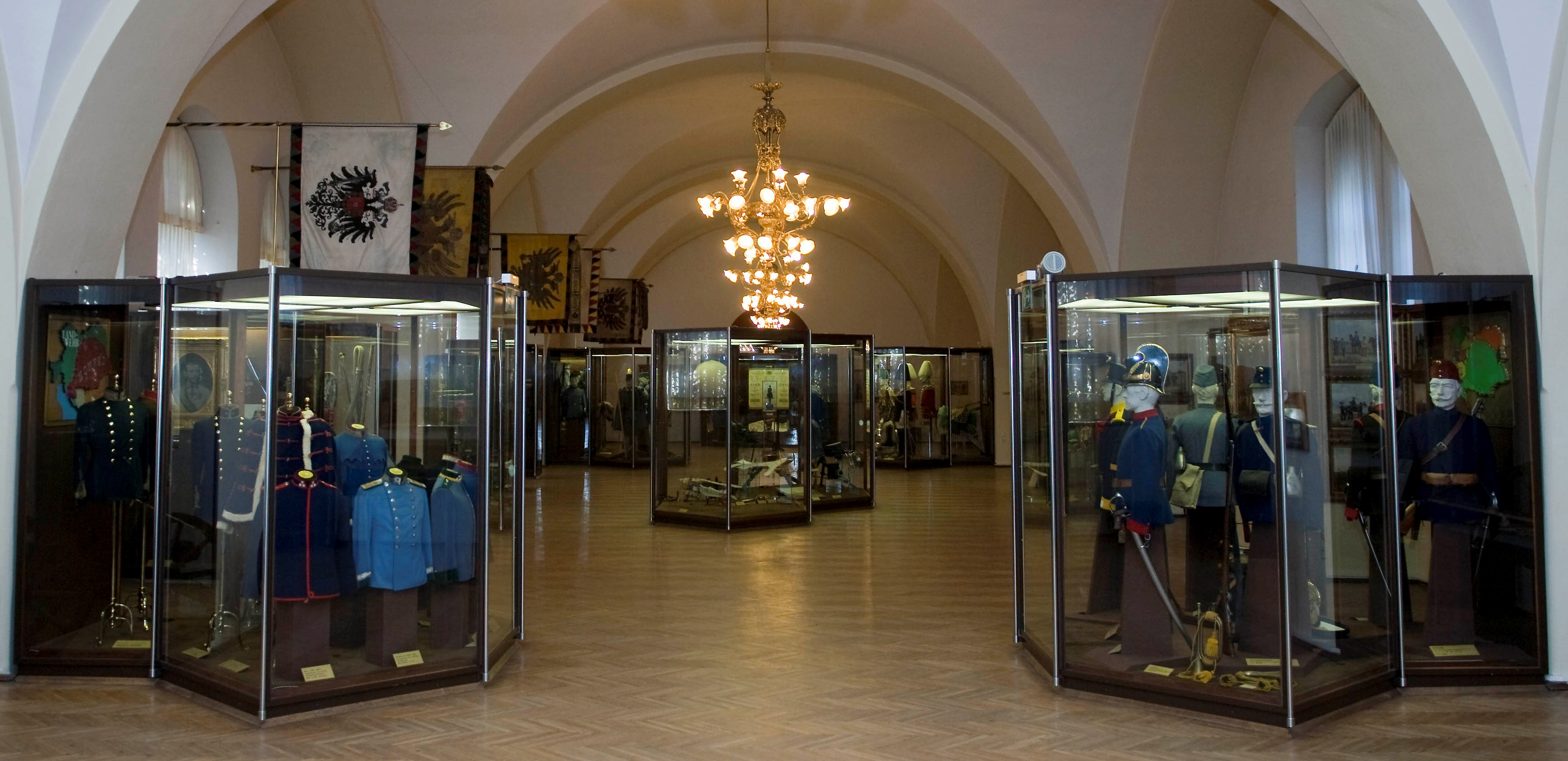
フランツ・ヨーゼフ1世時代の展示室
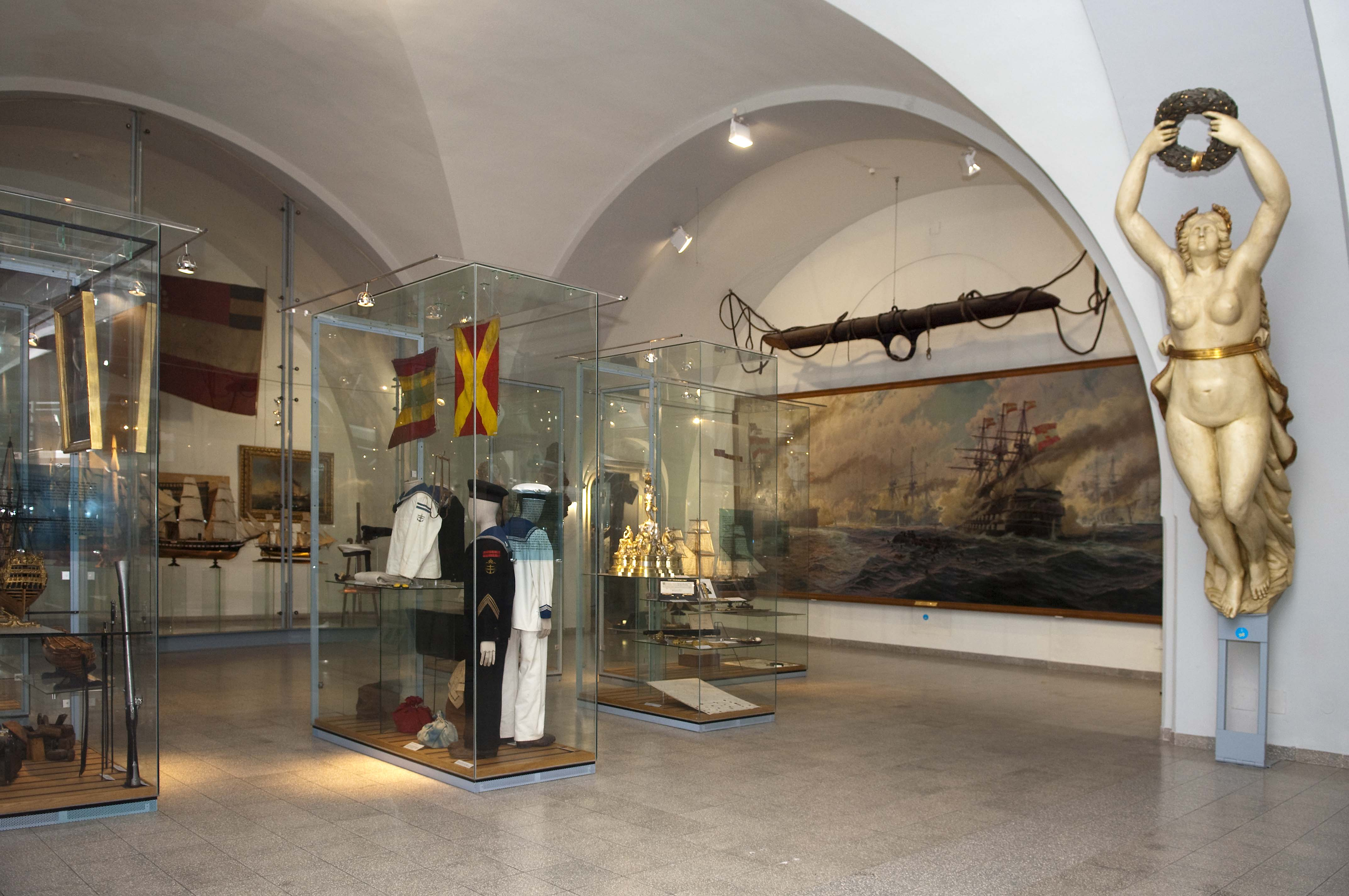
海軍国オーストリアの展示室

## 主な収蔵品

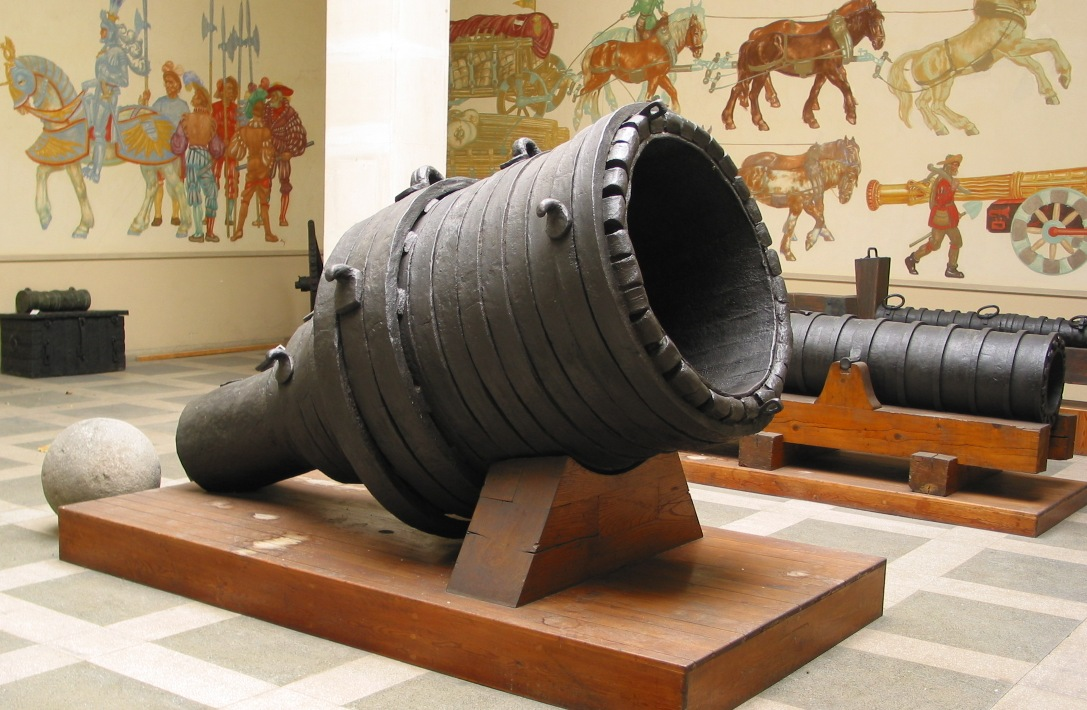
15世紀、シュタイアー射石砲（ドイツ語版）
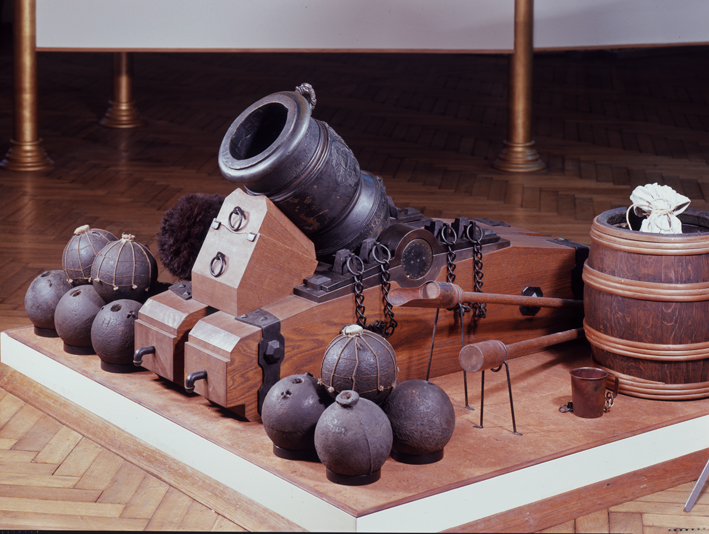
ベルグラード臼砲（ドイツ語版）
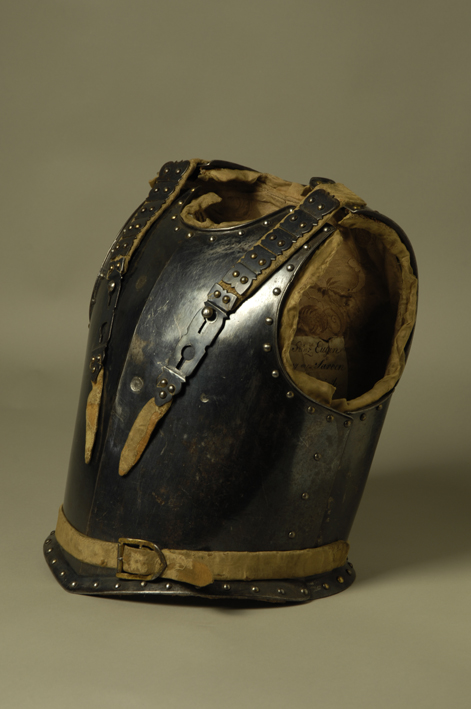
17～18世紀、プリンツ・オイゲンの鎧
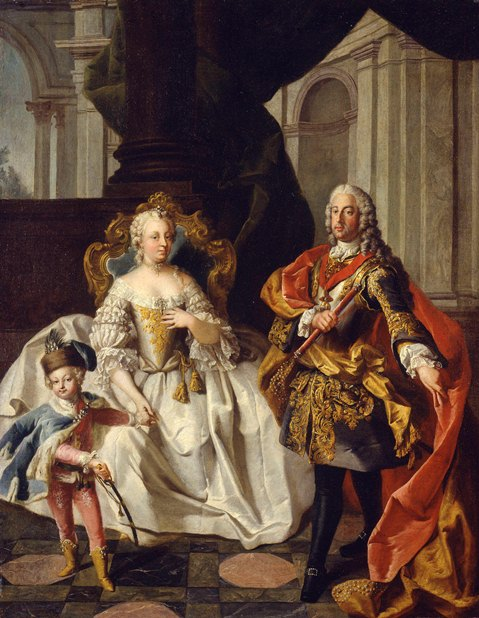
1740年代、マリア・テレジア、フランツ・シュテファン夫妻と長男ヨーゼフの肖像画
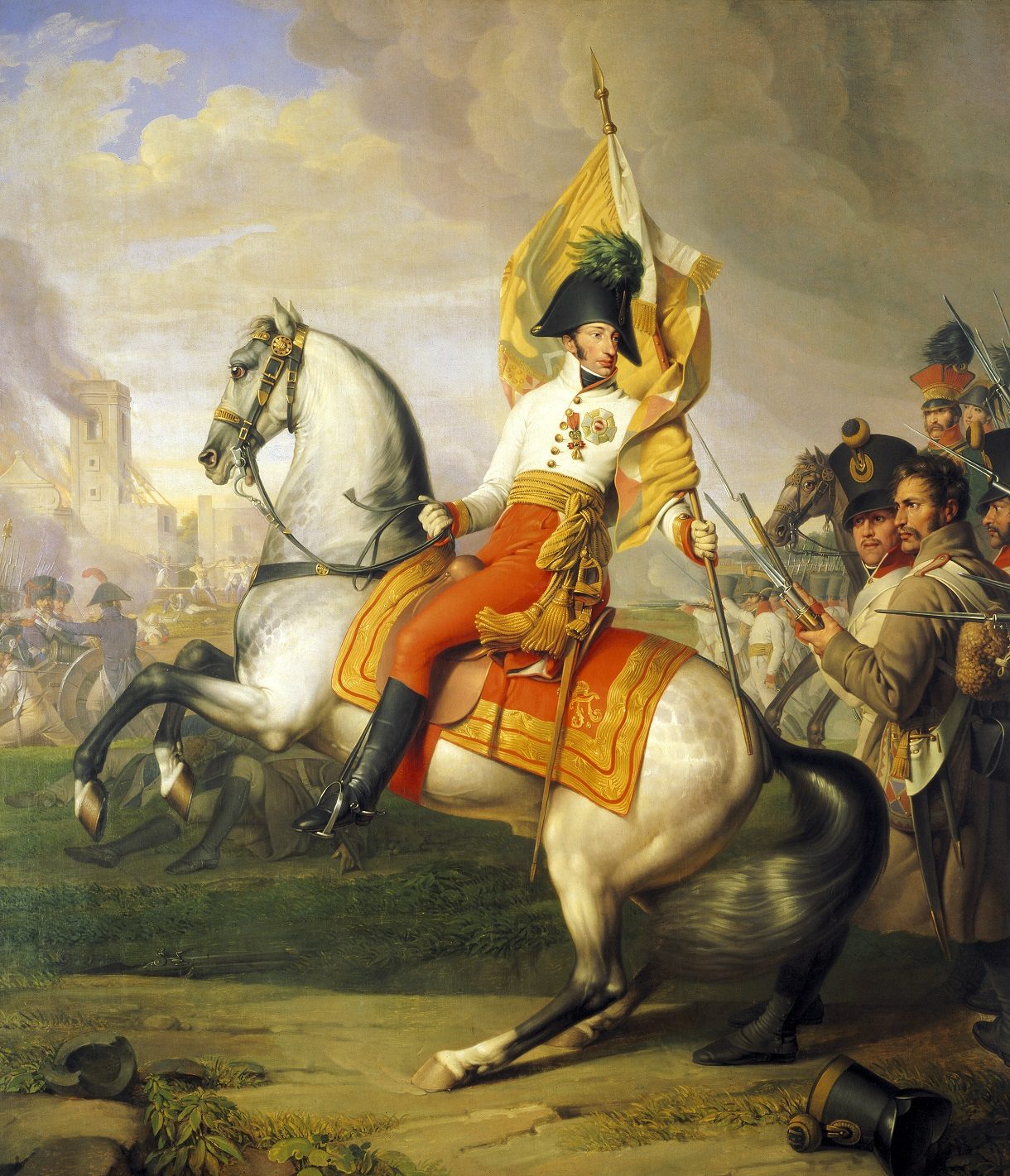
カール大公の肖像画。ナポレオンの肖像画に影響を与えた。
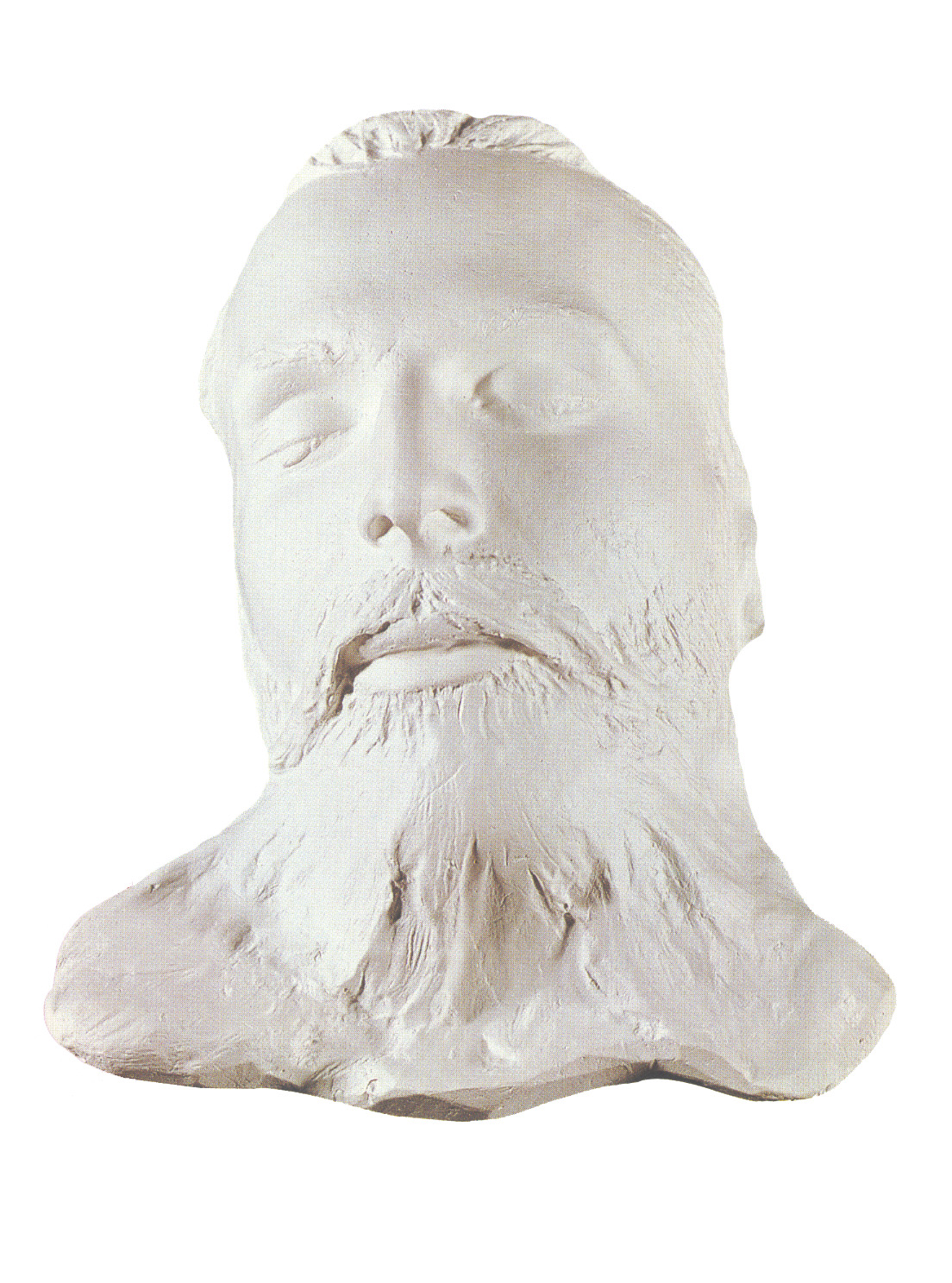
メキシコ皇帝マクシミリアンのデスマスク
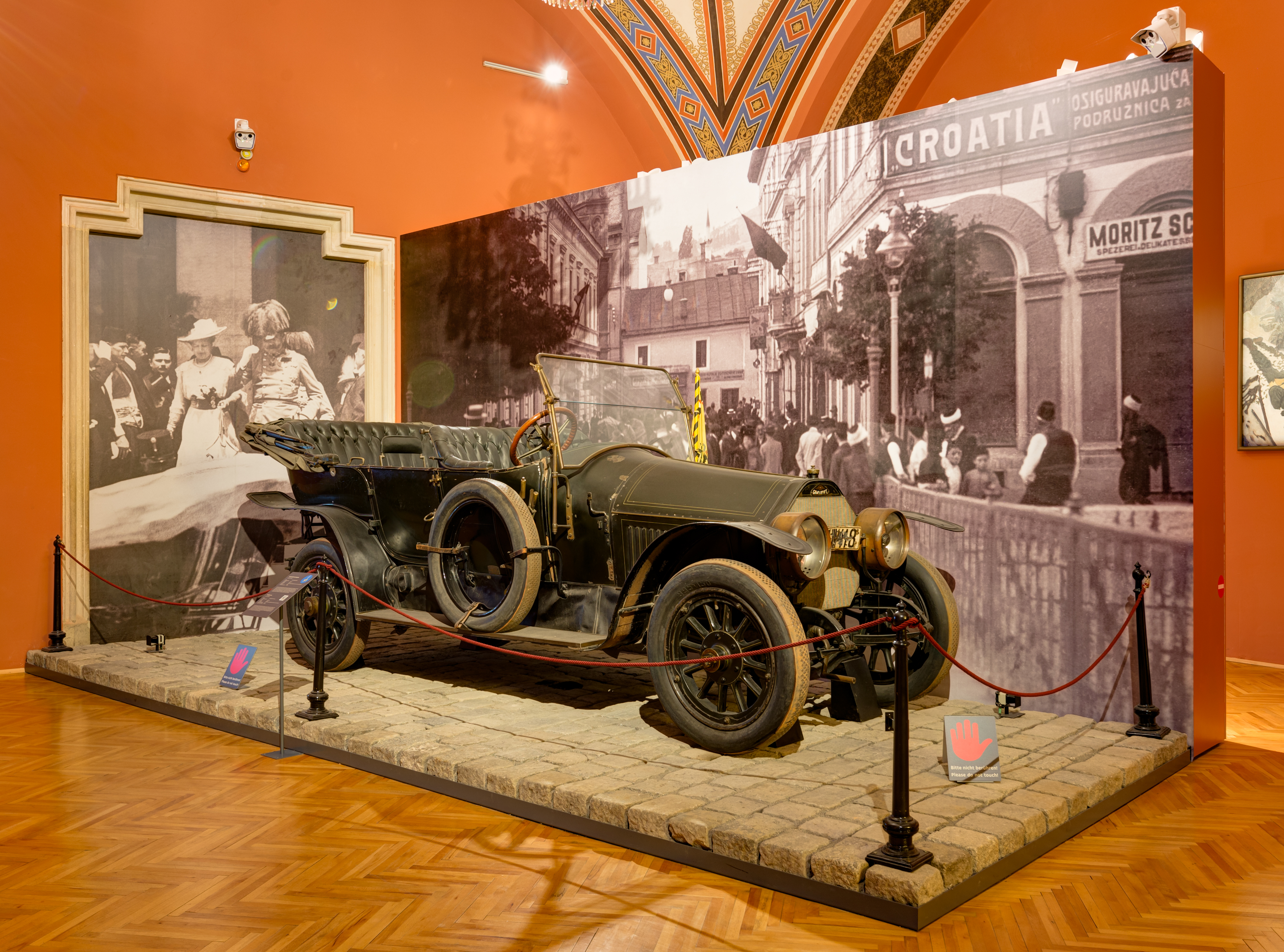
1914年、サラエボ事件でフランツ・フェルディナント大公夫妻が乗車した車両
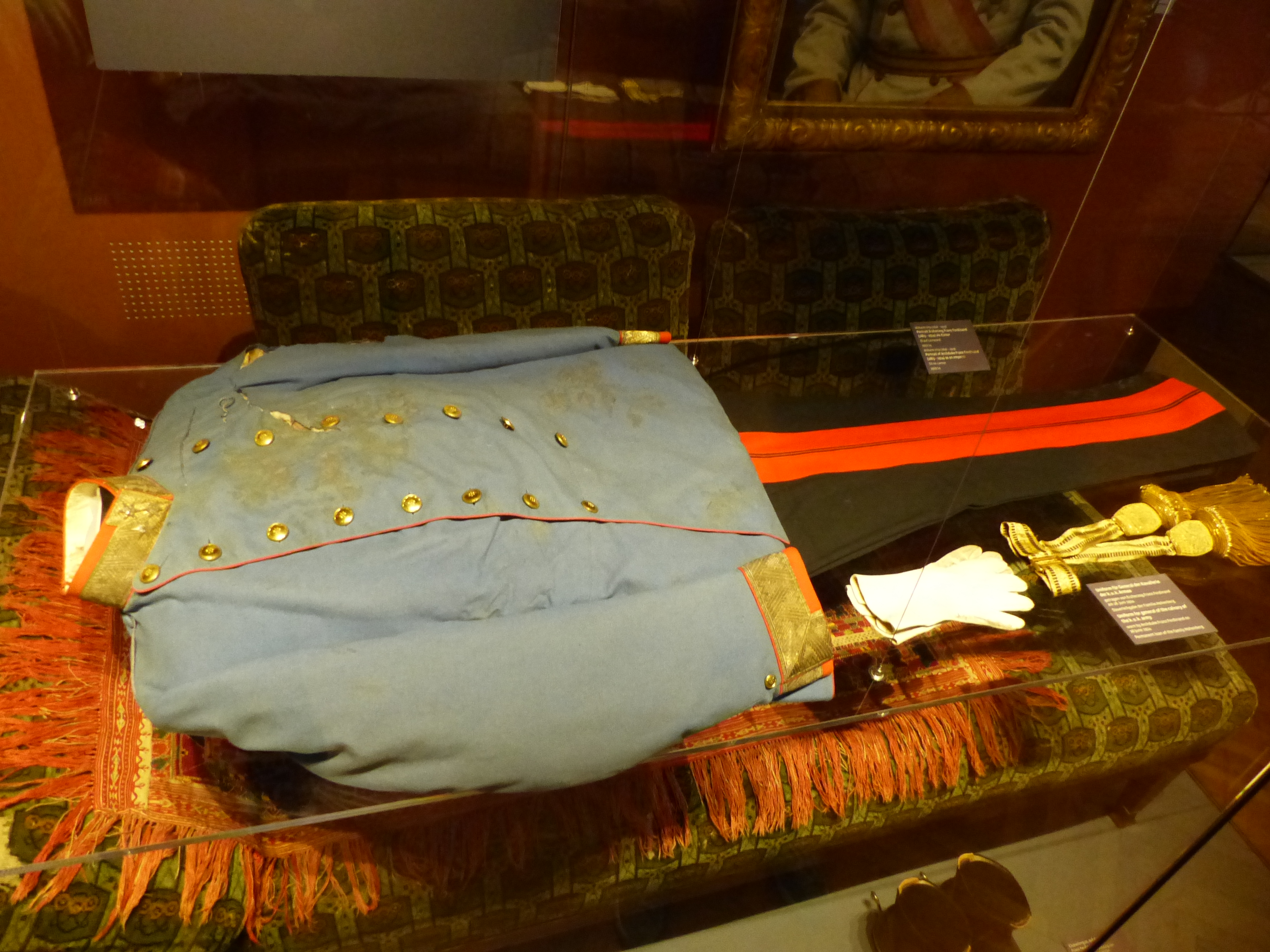
同、フランツ・フェルディナント大公が暗殺時に着用していた軍服
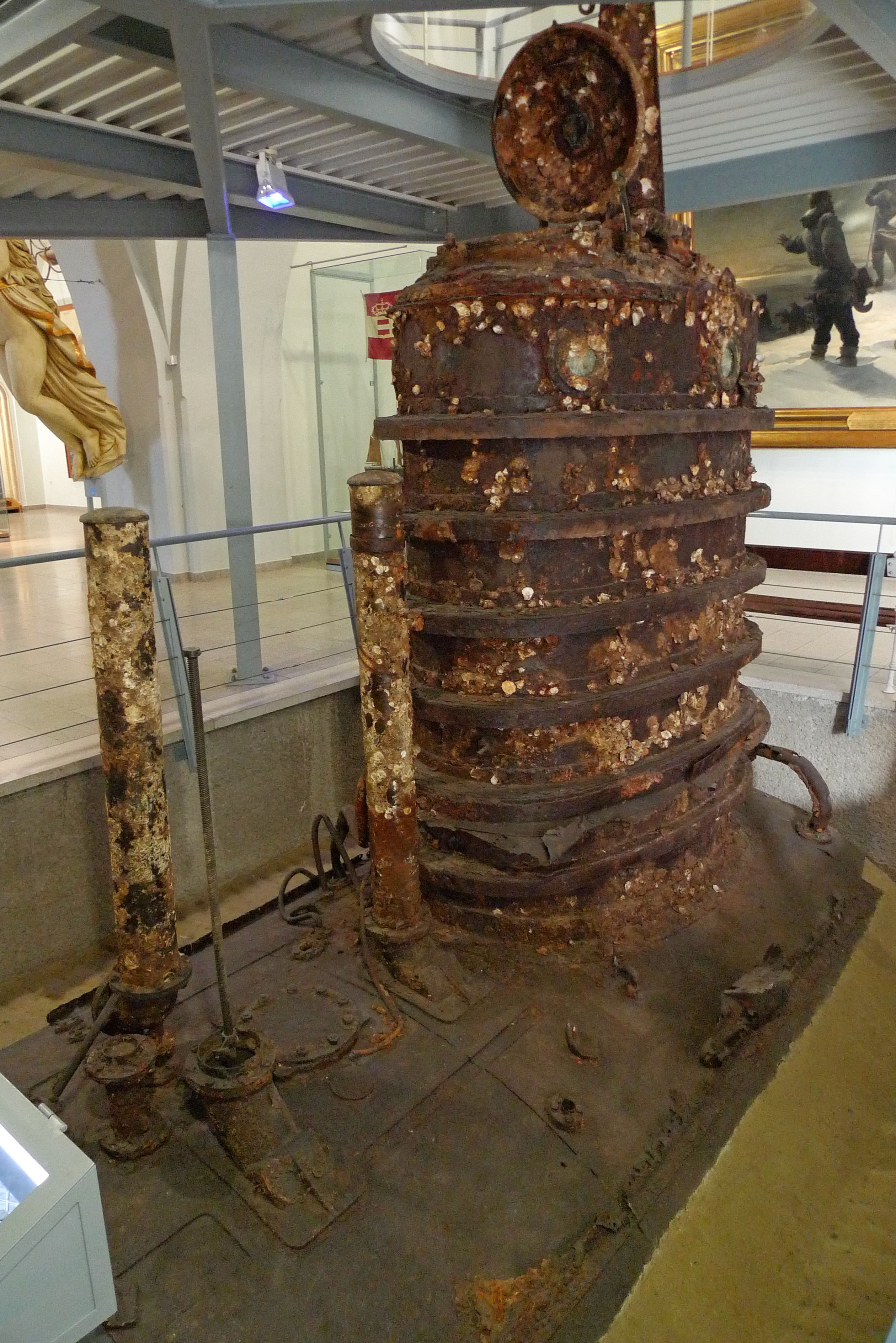
1962年、引揚げられたU-20潜水艦の一部
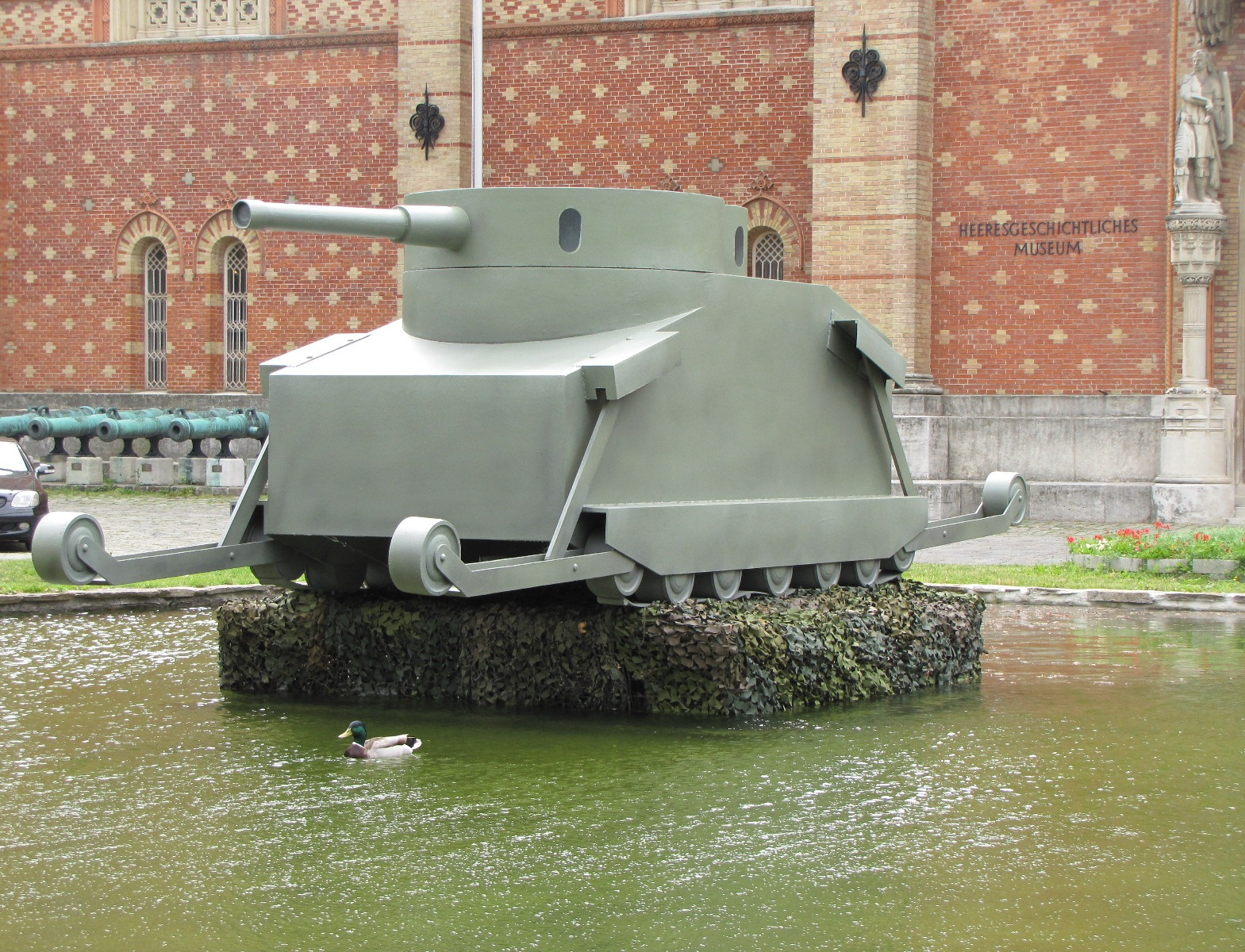
バースティン・モーターガン（ドイツ語版）の実物大レプリカ